# Shen Ao
Shen Ao (xinès simplificat: 申奥, pinyin: Shēn Ào, coreà : 신오; Beijing, 11 de setembre de 1986) és un director de cinema xinés d'ètnia coreana, conegut per les pel·lícules socials No More Bets (2023) i Dead to Rights (2025).

## Biografia
El seu pare, d'origen coreà, treballava en el món de la publicitat, i Shen es va criar a sets de rodatge. Shen Ao es va graduar al Departament de Direcció de l'Acadèmia de Cinema de Beijing, i ho feu amb el curtmetratge Helongchuangang (2009). Als seus inicis, realitzà altres dos curtmetratges, i treballà enregistrant anuncis.
El 2019, la seua primera pel·lícula, 受益人 ( ''El beneficiari''), produïda per Ning Hao, es va centrar en el frau a les assegurances. Amb ella, Shen va guanyar el premi a la millor primera pel·lícula als 33a edició dels Premis Jinji Jiang. El 2023, estrena la pel·lícula antifrau ''No More Bets'', també produïda per Ning Hao, que va recaptar la xifra rècord de 3.849 milions de iuans.
L'estiu del 2025 estrena Nanjing Zhaoxiang Guan, coneguda en anglés com Dead to Rights. La pel·lícula, que narra la història d'un fotògraf amb proves fotogràfiques dels crims de guerra japonesos durant la Massacre de Nanjing, recaptà 549 milions de iuans els cinc primers dies des de l'estrena, i superà els 2.200 milions el 15 d'agost.